# Hormuridae
Famille
Synonymes
- Ischnuridae Simon, 1879
- Opisthacanthinae Kraepelin, 1905
- Hadogeninae Lourenço, 1999
- Liochelidae Fet & Bechly, 2000
- Protoischnuridae Carvalho & Lourenço, 2001

Les Hormuridae sont une famille de scorpions.

## Distribution
Les scorpions de cette famille se rencontrent en Asie du Sud-Est et en Australie.

## Description
Les espèces de cette famille sont généralement considérées comme inoffensives pour l'Homme avec des venins des plus faibles.

## Liste des genres
Selon The Scorpion Files (14/06/2020) :
- Cheloctonus Pocock, 1892
- Chiromachetes Pocock, 1899
- Chiromachus Pocock, 1893
- Hadogenes Kraepelin, 1894
- Hormiops Fage, 1933
- Hormurus Thorell, 1876
- Iomachus Pocock, 1893
- Liocheles Sundevall, 1833
- Opisthacanthus Peters, 1861
- Palaeocheloctonus Lourenço, 1996
- Tibetiomachus Lourenço & Qi, 2006

et
- † Protoischnurus Carvalho & Lourenço, 2001

## Systématique et taxinomie
Cette famille a été connu par les passé sous le nom des Ischnurinae puis depuis 1989 des Ischnuridae. Ce nom est basé sur le genre Ischnurus synonyme de Liocheles.
Fraser décrit en 1957 une sous-famille de zygoptères, les Ischnurinae, ayant pour genre type Ischnura créant ainsi une homonymie. Pour supprimer cette homonymie, il est proposé dans un premier temps, de changer les Ischnurinae Fraser, 1957 en Ischnurainae. Mais le nom Ischnurinae étant très utilisé en odonatologie, dans un deuxième temps, il est proposé le nom Liochelidae pour remplacer les Ischnuridae Simon, 1879.
Par la suite, il est apparu que les Liochelidae sont un synonyme récent des Hormuridae.

## En captivité
Des espèces de cette famille sont élevées en captivité et adoptées comme NAC. Ce sont les grands scorpions du genre Hadogenes, mais aussi certaines espèces des genres Iomachus et Opisthacanthus.

## Publication originale
- Laurie, 1896 : Further notes on the anatomy and developpment of scorpions and their bearing on the classification of the order. Annals and Magazine of Natural History, sér. 6, vol. 18, p. 121–133 (texte intégral).